# B Boy Baby
„B Boy Baby” este cel de-al patrulea disc single extras de pe Real Girl (2007), primul album de studio al cântăreței britanice Mutya Buena; piesa a fost imprimată în compania interpretei Amy Winehouse.

## Clasamente
| Clasamentul  | Cea mai înaltă poziție |
| ------------ | ---------------------- |
| Bulgaria     | 20                     |
| Regatul Unit | 73                     |